# 失水反应
失水反应（英語：dehydration reaction），也称脱水反应，是消除反应的一类，反应中反应物发生脫去水的化学反应。加速失水反应进行的化学试剂一般称为失水剂。醇失水成烯或醚的反应是常见的失水反应之一，反应通常需要借助布朗斯特酸催化，以使不好的离去基团羟基（-OH）转化为易离去的水（-OH2+）。
脫水反應可成為化工生產中其中一道单元过程。脫水反應是水合的逆过程，把水分子从物质分子中解脱出来。对于单纯的水合物来说，比较容易，一般只要加热使水脱离蒸发就可以了，如将碳酸钠水合物晶体加热，就会脱水成为碳酸钠粉末。倘若抽出水份子後，原分子會成为新化合物的話，脱水就必须借助催化剂或控制其他条件，如将乙醇脱水制成乙烯或乙醚等。

## 有机合成中的失水反应

### 酯化反應
脫水反應的經典例子是費歇爾酯化反應，其中涉及用醇處理羧酸以生成酯
RCO2H + R′OH ⇌ RCO2R′ + H2O
此類反應通常需要脫水劑（即與水發生反應的物質）的存在。

### 醚化反應
醇失水成醚：
2 R-OH → R-O-R + H2O
兩個單醣，例如葡萄糖和果糖，可以透過脫水合成結合在一起（形成蔗糖）。由兩個單醣組成的新分子稱為雙醣。

### 腈的形成
腈類通常由一級酰胺脫水製備。
酰胺失水成腈：
RCONH2 → R-CN + H2O

### 乙烯酮的形成
透過加熱乙酸並捕獲產物可生成乙烯酮：
CH3CO2H  →   CH2=C=O  + H2O

### 烯烴的形成
烯烴可以由醇脫水製成。醇失水成烯：
R-CH2-CHOH-R → R-CH=CH-R + H2O
這種轉化可用於將生物質轉化為液體燃料。 乙醇轉化為乙烯是一個基本例子：
   CH3CH2OH → H2C=CH2 + H2O
硫酸和某些沸石等酸性催化劑可加速此反應。這些反應通常透過碳正離子中間體進行，如環己醇脫水反應所示。
有些醇類容易發生脫水反應。 3-羥基羰基，稱為羥基醛，在室溫下放置時會釋放水：
RC(O)CH2CH(OH)R'  →  RC(O)CH=CHR'  +  H2O
此反應是由脫水試劑引起的。例如，2-甲基環己-1-醇在馬丁硫烷存在下脫水生成1-甲基環己烯，後者與水不可逆反應
甘油轉化為丙烯醛則經過了雙重脫水：

### 其他反應
- 羧酸失水成酸酐：

2 RCO2H → (RCO)2O + H2O
- 环己二烯醇重排反应（Dienol benzene rearrangement）：[11][12][13]

- 蔗糖或其它有机化合物失水：

C12H22O11 + 98% H2SO4 → 12 C (石墨粉) + 11 H2O(g) + 硫酸/水混合物
浓硫酸与水发生强烈放热反应，推动了上述反应进行。
常见的失水剂有：浓硫酸、浓磷酸、热氧化铝及热的陶瓷材料。

## 無機化學中的失水反應
焦磷酸鍵的形成是與生物能量學相關的重要脫水反應。
各種建築材料都是透過脫水生產的。熟石膏是由石膏在窯中脫水而生成的：
{\displaystyle {\ce {CaSO4.2H2O +{}}}} 熱 {\displaystyle {\ce {->}}} {\displaystyle {\ce {CaSO4.1/2H2O + 1 1/2H2O}}} (以蒸氣形式釋放).
將所得的乾粉與水混合，就可形成堅硬但可操作的硬化糊狀物。